# 伊丽莎白 (科罗拉多州)
伊丽莎白（英語：Elizabeth），是美国科罗拉多州埃尔伯特县下属的一座城市。建市于1890年10月9日，面积大约为1.25平方英里（3.237平方公里）。根据2010年美国人口普查，该市有人口1,358人。2011年估计该市有人口1,362人，相比2010年人口增长率为0.29%。同时，论人口该市是科罗拉多州第129大城市。